# Giro dell'Umbria 1923
Il Giro dell'Umbria 1923, sesta edizione della corsa, si svolse l'8 luglio 1923 su un percorso di 280 km, con partenza e arrivo a Terni, in Italia. La vittoria fu appannaggio dell'italiano Giovanni Trentarossi, che completò il percorso in 10h08'00", alla media di 27,631 km/h, precedendo i connazionali Guido Messeri e Alfredo Ciotti.
Sul traguardo di Terni 12 ciclisti portarono a termine la competizione. 

## Ordine d'arrivo (Top 10)
| Pos. | Corridore            | Squadra          | Tempo      |
| ---- | -------------------- | ---------------- | ---------- |
| 1    | Giovanni Trentarossi | Berrettini-Monza | 10h08'00"  |
| 2    | Guido Messeri        | -                | a 5'50"    |
| 3    | Alfredo Ciotti       | -                | a 15'00"   |
| 4    | Nello Ciaccheri      | -                | a 21'00"   |
| 5    | Romolo Lazzaretti    | -                | a 29'00"   |
| 6    | Lorenzo Leoni        | -                | a 45'00"   |
| 7    | Arnaldo Bergami      | -                | a 51'00"   |
| 8    | Dario Beni           | -                | a 1h01'00" |
| 9    | Giovanni Grossi      | -                | a 1h22'00" |
| 10   | Gualtiero Cinti      | -                | a 1h29'00" |